# باندروسون
باندروسون (باليونانية : Πανδροσιον) هي عالمة رياضيات في الإسكندرية من القرن الرابع قبل الميلاد، ناقشت المجموعة الرياضية لببس الرومي والذي عُرف بتطوير طريقة تقريبية لمضاعفة المكعب.
على الرغم من وجود خلاف حول هذا الموضوع، يعتقد العديد من العلماء الحاليين أن باندروسون كانت امرأة. إذا كان الأمر صحيحاً، فستكون امرأة تسبق هيباتيا في الرياضيات.

## اسهامات
يُنسب إلى باندروسون تطوير طريقة لحساب حلول رقمية دقيقية ولكن تقريبية لمشكلة مضاعفة المكعب، أو بشكل عام لحساب الجذور التكعيبية. إنه حل «هندسي متكرر»، ولكنه ثلاثي الأبعاد بدلاً من العمل داخل المستوى. انتقد ببس الرومي هذا العمل لأنه يفتقر إلى برهان رياضي مناسب.
على الرغم من أن ببس الرومي لا يذكر بشكل مباشر أن الطريقة هي طريقة باندروسون، إلا أنه قام بتضمينها في قسم من مجموعته المخصصة لتصحيح ما يعتبره أخطاءطلاب باندروسون. وهناك طريقة أخرى متضمنة في نفس القسم، وتعزى بنفس الطريقة بشكل غير مباشر إلى باندروسون، وهي طريقة صحيحة ودقيقة لبناء المتوسط الهندسي، أبسط من الطريقة التي يستخدمها ببس الرومي.

## النوع الاجتماعي
عندما أعد فريدريش هولتش ترجمته لعام 1878 لمجموعة ببس الرومي من اليونانية إلى اللاتينية، أشارت مخطوطة المجموعة التي استخدمها إلى باندروسيون بصيغة التأنيث. رأى هولتش أنه ربما يكون هناك خطأ، وأشار إلى باندروسون في ترجمته على أنها مذكر ؛ وقد تبعه العديد من العلماء اللاحقين. وبالرغم ذلك، فإن الترجمة الإنجليزية لمجموعة ببس التي كتبها ألكسندر ريموند جونز عام 1988 «جادلت بشكل مقنع» بأن الصيغة الأنثوية الأصلية لم تكن خطأ، وقد اتبع الباحثون الجُدد جونز في اتخاذ موقف أن باندروسيون كانت امرأة.

## صلتها مع هيباتيا
عُرفت هيباتيا غالباً على أنها أول امرأة ساهمت في مجال الرياضيات، لكن ببس الرومي مات قبل أكثر تاريخ مبكرعُرف على أنه تاريخ ميلاد هيباتيا. لذلك، فإن باندروسونهي المرشحة المحتملة أن تكون أول امرأة مساهمة في مجال الرياضيات. وصف ببس الرومي باندروسون على أنها معلمة رياضيات، وعلى الرغم من أن ببس سجل الرجال فقط من طلابها، إلا أن إدوارد ج.واتس يقترح أن هيباتيا ربما كانت على علم أو حتى عرفت باندروسون.